# Kolbotn

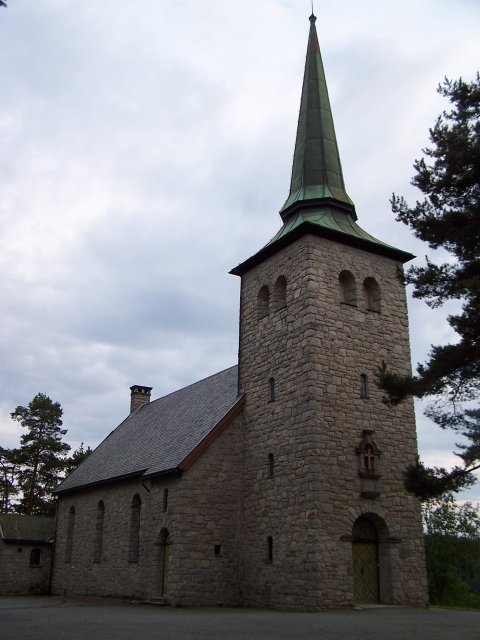
Kirche Kolbotn

Kolbotn ist eine Ortschaft in der Kommune Nordre Follo und das ehemalige Verwaltungszentrum der ehemaligen Kommune Oppegård im Distrikt Follo. Kolbotn hat 6000 Einwohner und liegt 13 km südlich des Zentrums der Landeshauptstadt Oslo. Stadt liegt am Ende der Kolbotnelva, ein Fluss.

## Beschreibung
Kolbotn liegt am Nordufer des Sees Kolbotnvannet und hat einen Bahnhof der Østfoldbanen mit 15 Minuten Fahrtzeit nach Oslo.
Im Zentrum liegen ein Unterhaltungs- und Sportzentrum, das Rathaus von Oppegård und ein Einkaufszentrum. Die Kirche stammt aus den frühen 1920er-Jahren.
Kolbotn hat mehrere Grund- und Mittelschulen und eine weiterführende Schule.

## Musik und Sport
In Kolbotn wuchs der Jazzmusiker Svein Christiansen auf. Im Ort beheimatet sind die hier 1986 gegründete Black-Metal-Band Darkthrone, das 1998 gegründete Hip-Hop-Duo Paperboys und der Sportverein Kolbotn Idrettslag, mit 4000 Mitgliedern einer der größten des Landes. Vereinsangehöriger war der zweimalige Olympiasieger (1988 und 1992) im griechisch-römischen Ringen Jon Rønningen. In jüngster Zeit besonders erfolgreich war die Snowboardfahrerin Helene Olafsen. Die Handball- und die Volleyball-Herren waren norwegischer Meister 1992/93. Besonders bekannt ist der Verein aber durch seine erfolgreichen Frauenfußballerinnen, dreimaliger norwegischer Meister 2002, 2005 und 2006 und Pokalgewinner 2007. Zu den bekanntesten Spielerinnen zählen die norwegischen Nationalspielerinnen Solveig Gulbrandsen und Isabell Herlovsen.

## Weitere Prominenz aus Kolbotn
Der Polarforscher Roald Amundsen lebte viele Jahre nahe Kolbotn. Sein Haus steht noch und im Zentrum Kolbotns steht eine kleine Statue von ihm. Der frühere Vorsitzende der norwegischen Konservativen Jan Petersen ist aus Kolbotn. Norwegens früherer Premierminister Kjell Magne Bondevik lebte viele Jahre in Kolbotn, er stammt allerdings aus Molde. Andere bekannte Persönlichkeiten aus Kolbotn sind Jan Baalsrud (Kriegsheld), Gylve Fenris Nagell (Musiker), Rolf Presthus (Politiker) und Frode Kippe (Fußballspieler).